# 身体交换
身體交換（英語：Body swap），或稱心智/思想交換（英語：mind swap）、靈魂交換/入替（英語：soul swap）、大腦交換（英語：brain swap）、身体入替等，是一種在各種科幻和超自然等主題作品中的敘事機制，其中角色被描述交換心智且進入彼此身體。
該概念是指二人或多人的灵魂、个性、心灵或意识，当中包括了记忆以及自我認知，互相交换到对方的身体裡。主要出現在电影和小说等虚构作品中，是故事创作技巧中的一种。
該概念是一個富有想像力的概念，其中可以將自己的身體與另一個人交換，無論是在不同年齡的人還是自己。然而，這樣的過程並不總是令人滿意或受到雙方同樣的歡迎；巫術當然可以參與。大多數變身電影和故事都是童話，有時是奇幻電影，並通常缺少對該過程的科學等方面解釋。
在影視作品中，有时会通过配音或播放出心声等方法，和来表达灵魂互换后的狀态。

## 科学上的交换
在一些罕有的时候，身体交换也可能在现实里以科学的方法达成。在科学上，理论上可以通过头部移植、脑部移植等方式交换彼此的身体，达致记忆和自我认知的转移。然而当中涉及巨大的道德与操守争议。
此外，有电视纪录片也宣称曾有因器官移植而引起的记忆转移现象，但当中的內容真确性存在疑问。曾有一项研究，将一只大鲵受过防御反应训练的RNA移植到另一只大鲵身上，看记忆是否可以转移。研究结果发现，大鲵的防御反应被转移了。但其他研究人员表示，他们並不相信记忆被移植了，还需要进一步验证。而且，很多研究人员都不相信身体记忆的说法和记忆转移的发生，对结果持怀疑态度。。

## 作品
自F安斯蒂的小說《Vice Versa》于1882年出版以来，身体交换一直是各种媒体呈现的热门主题。这个主题也有更广阔的衍生，比如与动物交换意识，与跨越了時間或異世間的人（包括自己）交换意识等等。以下是一些著名作品。

### 1930年代
- 《笑氣（英语：Laughing Gas (novel)）》（1936年P.G.伍德豪斯的小说）：雷吉和乔伊在牙医那里吸入笑气时，发现自己和对方换了位置。
- 《敲门的怪物（英语：The Thing on the Doorstep）》（1937年霍华德·菲利普斯·洛夫克拉夫特的短篇小说）。

### 1970年代
- 《诡异的星期五（英语：Freaky Friday）》（1972年的書籍）：母女俩交换灵魂；1976年被迪士尼拍成电影，1995年和2003年被翻拍。 它也影响了情景喜剧的发展，迪士尼频道的几部剧集都有交换身体的情节。

### 1980年代
- 《转校生》（1982年电影）：一对自幼相识的男女从楼梯上摔下来后，互换了身体。这是山中恒的兒童文學《おれがあいつであいつがおれで（日语：おれがあいつであいつがおれで）》改编的第一部电影。 男生和女生换位的故事由来已久，但在日本，有这种设定的作品往往被称为“转校生”，就是受其影响。 此后，不仅是电影，NHK和日本民間放送聯盟的电视剧和V-Cinema也多次把转校生的元素改编作视像作品。
- 《身份矩阵（英语：The Identity Matrix）》（1982年杰克·L·查克的小说）：维克多·冈瑟的身体，被不同的女性入替，作为外星人格交换计划的一部分。
- 《哈蒙德家族的秘密（英语：Like Father Like Son （1987 film））》（1987年电影）。
- 《吻的前奏（英语：Prelude to a Kiss (play)）》（1988年电影）：一个神秘的老人在婚礼当天亲吻新娘，从而交换了身体。1992年上映了由艾力·寶雲和美琪·賴恩主演的电影版。

### 1990年代
- 《约会敌人（英语：Dating the Enemy）》（1996年电影）：澳洲喜剧，男女主人公互换位置，不得不以对方的身体生活。

### 2000年代
- 《戇男有2性》（2002年电影）：一个当红的高中女生，同时也是拉拉队队长，却发现自己的身体在一个男人身上。
- 《男孩女孩的事情（英语：It's a Boy Girl Thing）》（2006年电影）：一个十几岁的男孩和一个邻家女孩身体交換了。
- 《父女變變變》（2007年电视剧、原作是五十嵐貴久的小説）：新垣結衣飾演的女孩與父親人格互换。
- 《男孩遇见女孩（英语：Boy Meets Girl (2009 TV series)）》（2009年电视剧）：两个陌生人因雷击而互换身体。

### 2010年代
- 《秘密花园》（2010年韩国电视剧）：特技女郎和帅气CEO互换身体。
- 《变身（英语：The Change-Up）》（2011年电影）：一个住家男人律师和一个美女演員互换了身体。
- 《山田君與7人魔女》（2012年吉河美希的漫画作品）：男孩和女孩接吻后互换体位。
- 《你的名字。》（2016年新海诚的动画电影作品）：十多岁的少男少女间歇性地交换身体。
- 《羞羞的铁拳》（2017年中国大陆电影）：开心麻花同名话剧改编，一名男拳击手和女体育记者因为一次漏电事故交换身体。

## 含有身体交换情节的作品
有些作品並不是以身体交换作为故事主线，但是当中部分集数或部分情节是身体交换。以下是一些举例。

### 动画
- 《多啦A夢》
- 《麵包超人》（第221話的B部分「面包超人和温柔的细菌人」）
- 《奇寶萌兵》（第3季第1話「Swan Flake」）
- 《蜡笔小新》（特别篇22的A部分「我和妈妈交换了身体」等）
- 《光之美少女：幸福精靈》（第10集「塔多是祈里，祈里是塔多！」）
- 《Smile 光之美少女！》（第8集「小幸跟糖糖交換身體了！？」）
- 《百变小樱》（第32集「小櫻、小可與小狼」使用「替（Change）牌」）
- 《塔麻可吉！》（第7集的A部分「咦～!麻每美眉麻每吉」）
- 《莉露花精靈～魔法之鏡》（第9集「魔法之鏡讓我們身體對調了」）
- 《飛哥與小佛》（第1季的37集「身心轉移」）
- 《飛天小女警Z》（第41集的B部分「交換身份的小女警！」）

### 漫画
- 《出包王女》（在Trouble 43「菈菈幫助隨口說想變成狗的梨斗」、Trouble 105「菈菈代替春菜當誘餌」和Trouble 139「美柑體驗小闇變身能力」中使用名为「完全交換君（まるまるチェンジくん）」的道具）
- 《出包王女DARKNESS》（在第18話中出現完全交換君改的β版）

### 剧场版动画
- 《神奇寶貝劇場版：蒼海的王子 瑪納霏》
- 《劇場版 我們這一家》（第一部）

### 剧集
- 《炎神戰隊轟音者》（GP-12「走輔蠻機!?」）